# Staniša
Staniša je moško osebno ime.

## Izvor imena
Ime Staniša je različica moškega osebnega imena Stanislav.

## Pogostost imena
Po podatkih Statističnega urada Republike Slovenije je bilo na dan 31. decembra 2007 v Sloveniji število moških oseb z imenom Staniša: 37.